# Tricyphona (Tricyphona) phaeostigma
Tricyphona (Tricyphona) phaeostigma is een tweevleugelige uit de familie Pediciidae. De soort komt voor in het Neotropisch gebied.